# Теракты в Майдугури (2015)
Теракты в Майдугури — серия терактов, совершённая в нигерийском городе Майдугури 7 марта 2015 года. Всего в разных частях города террористами было совершено 3 теракта. Ни одна террористическая группировка не взяла на себя ответственность за теракты, но вероятнее всего их организовала «Боко харам», поскольку эти теракты имеют сходства с их предыдущими вылазками. Количество погибших составило 58 человек, ещё 139 были ранены.

## Теракты
Первый террорист-смертник, 16-летний мальчик, совершил самоподрыв после того, как попытался проехать на рыбный рынок на велорикше. В результате взрыва погибло по меньшей мере 10 человек . Следующий теракт произошёл приблизительно в 12:30 по местному времени на другом рынке, его совершили две террористки-смертницы. Третий теракт был совершён в 12:52 в здании, принадлежащем нигерийскому министерству госбезопасности. По данным службы BBC, «несколько свидетелей утверждали, что взрыв был двойным».